# Heinrich David Hertz
Heinrich David Hertz (* 21. September 1797 in Hamburg; † 24. Oktober 1863 in Prag) war ein deutscher Kaufmann und Abgeordneter der Hamburgischen Bürgerschaft.

## Leben
Hertz betrieb in Hamburg und Leeds ein Geschäft in englische Manufakturwaaren.
Er war mit Betty Oppenheim verheiratet, Gustav Ferdinand Hertz war sein Sohn, Heinrich Hertz sein Enkel. Hertz war ursprünglich jüdischen Glaubens und konvertierte 1834 zum evangelischen Christentum. Er gehörte von 1860 bis 1862 der Hamburgischen Bürgerschaft an, Nachfolgende für Emile Nölting, dessen Wahl für ungültig erklärt wurde.
Er starb auf der Durchreise in Prag.